# Eutartessus brooksi
Eutartessus brooksi är en insektsart som beskrevs av Evans 1981. Eutartessus brooksi ingår i släktet Eutartessus och familjen dvärgstritar. Inga underarter finns listade i Catalogue of Life.